# Пер-Рамзес
Пер-Рамсес, букв. «Будинок Рамсеса», сучасна арабська назва Кантір — споруджена близько 1278 до н. е. при Рамзесі II столиця стародавнього Єгипту, який незабаром після смерті свого батька Сеті I оголосив побудований при ньому літній палац, що знаходився на сході дельти Нілу приблизно за 1 км від стародавньої столиці гіксосів Аваріса, центром своєї нової столиці.
Рамзес III змінив назву міста з «Будинку Рамзеса II» на «Будинок Рамзеса III, повелителя Іуну, великого в перемогах». Сучасна назва, що означає буквально «бірюзового кольору», місто отримало у зв'язку з виявленою при його розкопках плитки бірюзового кольору.
Є версії, що це місто було одним з тих місць, де відбувалися події біблійного Виходу (Вихід 1:11, 12:37, Числа 33: 3.5). Ізраїльтяни були в примусовому порядку залучено до спорудження Пер-Рамсеса, і звідти пізніше стався їх вихід з Єгипту.

### Місцезнаходження та розміри
Пер-Рамсес знаходився на східній околиці дельти Нілу, між пелусійським рукавом дельти Нілу і дренажною системою Бахр-ель-Бакар. За часів процвітання міста його територія, у тому числі території, використовувані для зрошення та інших господарських цілей, становила до 30 квадратних кілометрів. Центр міста знаходився в області сучасного місця і лежить на видаленні приблизно за 30 км на північ від Заказіка а також приблизно за 9 км на півночі від Факуса.

### Місто
Обриси міста до теперішнього часу відомі лише приблизно в зв'язку з тим, що він піддалося масивним руйнувань і в давнину, і в нові часи. Як свідчать давньоєгипетські джерела, місто відповідало своєю розкішшю і величчю древнім столицям — Фівам і Мемфісу.
Пер-Рамсес було не тільки красивим містом, а й мало військове значення, як свідчать знахідки збройових майстерень, стаєнь і казарм. Розташування міста на сході дельти Нілу дозволяло єгипетській армії досить швидко дістатися по дорозі Хора в Левант. Положення міста між пелусійським рукавом Нілу і заболоченими територіями Бахр ель-Бакар добре захищало його від можливих нападів. Крім того, пелусійський рукав Нілу був транспортною артерією Єгипту, що з'єднував місто як із Середземним морем, так і з рештою Єгипту.

### Пер-Рамсес за часів Рамзеса III
Папірус Анастасі II пише про події часів Рамзеса III:
 Його Величність (Рамзес III) побудував собі укріплений палац, іменований «Великий в перемогах». Він знаходиться між Речену і Тамері, рясніє їжею і запасами. Він побудований за зразком Гермонтіса, а його протяжність — така ж, як у Хут-ка-Птаха. Сонце сходить на обох своїх світлових горах (поняття з єгипетської міфології), а опускається в центрі цього міста. Всі люди залишають свої міста і селяться в окрузі (цього міста). На заході (міста) розташовується храм Амона, на півдні — храм Сета. Астарта знаходиться на сході, а Уто — на півночі. Укріплений палац, який знаходиться в цьому місті, (так само великий), як обидві світлових гори неба. Рамзес II в ньому як бог, «Монту в Обох землях» як доповідач, «Пан Сонце» як візир Чаті, дружньо налаштований до Єгипту.

### Кінець Пер-Рамзаса і переїзд в Таніс
Близько 1110   р. до н. е., тобто наприкінці 20-й династії, місто було покинуте. Імовірно це сталося через обміління рукава Нілу поблизу Пелусія. У зв'язку з перенесенням столиці в віддалений на 30   км Таніс туди було перевезено велику кількість монументів з Пер-Рамсеса, у зв'язку з чим, на підставі написів на цих пам'ятках, Таніс спочатку ототожнювали з Пер-Рамсесом.
Згодом місто і його назва були забуті. З часу 21 династії великі будівлі міста використовувалися як джерело будівельного каменю.

## Сучасні залишки і розкопки

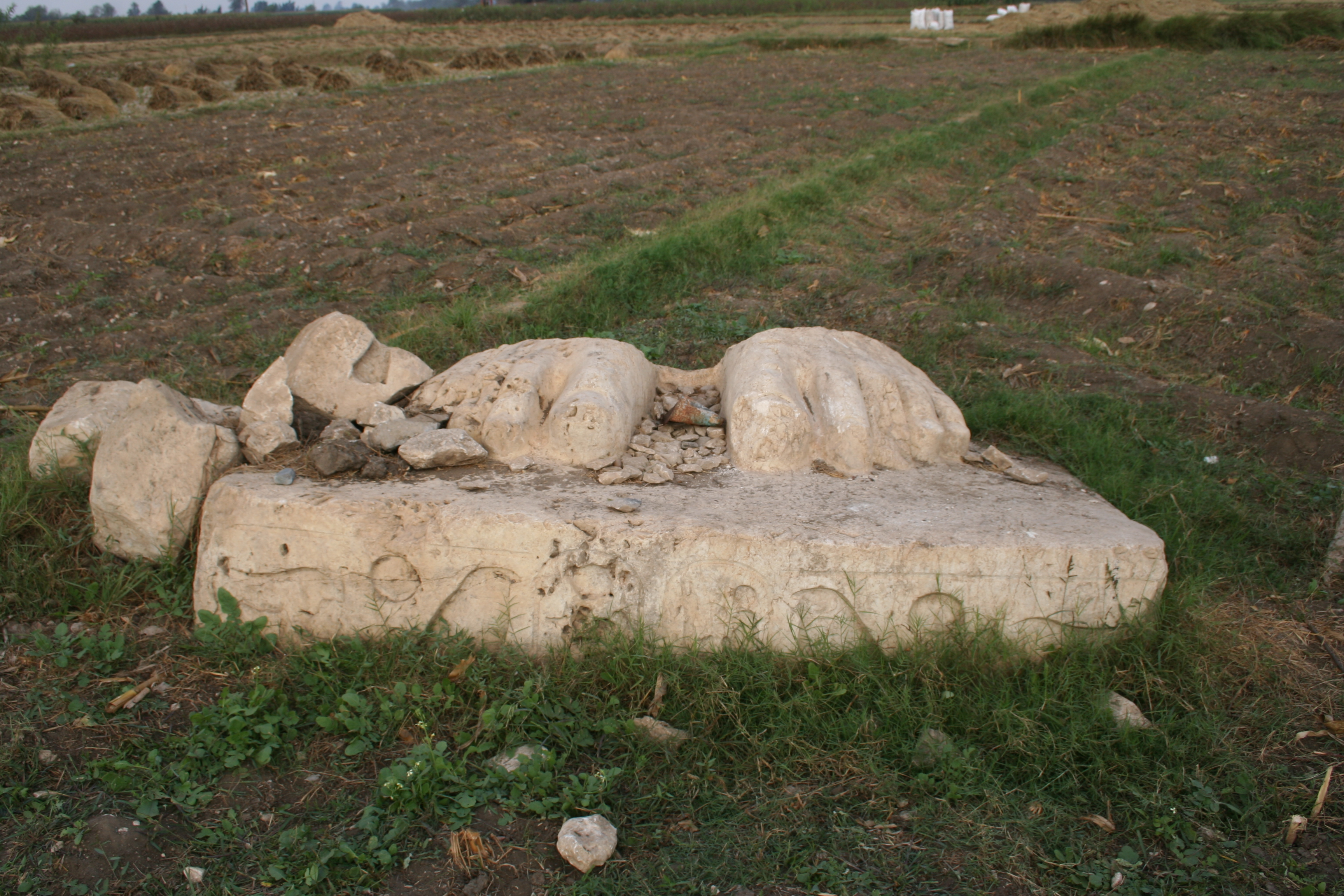
Постамент і залишки ніг колосальної статуї Рамзеса II з Телль-Абу-Шафей поблизу Кантіра

У зв'язку з тим, що в античності місто піддавалося масштабним руйнуванням, до теперішнього часу від нього майже нічого не збереглося. Ще в XIX столітті на місці міста було видно кілька теллів, які, однак, незабаром зникли. В даний час на місці міста можна побачити хіба що підставу статуї Рамзеса II, яка колись мала 10 метрів у висоту, і високу підставу колонади з граніта. В сусідньому селі Самана знаходиться джерело Рамзеса II.
З кінця XIX століття люди стали звертати увагу на стародавні знахідки в околицях Кантіри. Після відкриття великої кількості фаянсової плитки, яка сильно нагадувала плитку з храмового палацу в Медінет-Абу, Кантір стали розглядати як можливе місцезнаходження колишньої столиці, Пер-Рамсес. Це думка особливо зміцнилася в науковому світі після опублікування в 1954 р статті Лабіба хабах, і остаточно було підтверджено опублікованими в 1970-ті роки роботами австрійського археолога Манфреда Бітака. Таким чином, була відхилена гіпотеза про те, що Пер-Рамсесу відповідав Таніс (цієї думки дотримувався, зокрема, французький археолог П'єр Монте, який проводив в Танісі розкопки.
З 1950-х рр. розкопки в Кантірі проводить група археологів з Хільдесхаймський музей римлян і Пеліцеус під керівництвом Едгара Пуша у співпраці з групою Австрійського археологічного інституту, яка під керівництвом Манфреда Бітака проводить розкопки в декількох кілометрах південніше, в Телль ель-Даба, де знаходилася древня столиця гіксосів Аваріс.
В результаті використання геомагнітної розвідки було встановлено місцезнаходження численних руїн міста, прихованих під землею.

## Кіно
- Versunkene Metropolen: Operation Piramesse. Dokumentation, 45 Min., Produktion: ZDF, Erstsendung: 24. Juni 2007, ZDF-Dossier mit 2 Videos und Bilderserie
- Lost Cities of the Ancients: The Vanished City of the Pharao. Dokumentation, 58 Min., Produktion: BBC/National Geographic, 2006